# Steffi Graf
Stefanie Maria Graf (Mannheim, 1969. június 14. –) egykori világelső, olimpiai arany-, ezüst- és bronzérmes, Fed-kupa-győztes német teniszezőnő, minden idők egyik legjobb teniszezője.
22 egyéni Grand Slam-címet szerzett, nála csak Serena Williams (23) és Margaret Court szerzett többet (24). Pályafutása során összesen 107 WTA-tornát nyert meg, ezzel harmadik az örökranglistán Martina Navratilova (167) és Chris Evert (154) mögött. 1999-ben az Associated Press Grafot a 20. század legjobb női teniszezőjének nevezte.

1988-ban Steffi Graf megnyerte mind a négy Grand Slam-tornát, és egyéniben olimpiai bajnok is lett: az ő tiszteletére nevezték el ezt a teljesítményt Golden Slam-nek.
Ő volt az első női teniszező, aki úgy tudta egy éven belül megnyerni mind a négy Grand Slamet, hogy azokat három különböző borításon játszották (Roland Garros: salak, Wimbledon: fű, Australian Open, US Open: kemény borítás). Hatszor nyert Roland Garrost, hétszer Wimbledont.

Ő az egyetlen teniszező, aki a négy Grand Slam-torna mindegyikét legalább négyszer meg tudta nyerni.
Az 1987 és 1990 között 13 Grand Slam-döntőbe jutott be sorozatban, és kilencet meg is nyert közülük. 1987 és 1996 között összesen 36 nyílt bajnokságon vett részt: 29 alkalommal jutott döntőbe és 21 címet szerzett. Pályafutása során összesen 31 Grand Slam-döntőbe jutott be.
Összesen 377 hétig volt világelső, ez a teljes (női és férfi) profi mezőnyben világrekord. Ebből 1987. augusztus 17. és 1991. március 10. között 186 hétig volt megszakítás nélkül világelső, amivel a női mezőnyben ma is, a teljes profi mezőnyben több mint 16 évig csúcstartó volt, amíg Roger Federer 2007 augusztusában meg nem döntötte a rekordját. Graf nyolcszor volt év végén világelső – ez szintén rekord. Öt alkalommal nyerte meg a világbajnokságnak is nevezett év végi tornát.
Már 1984-ben, 15 éves korában megnyerte az 1984-es olimpia idején rendezett teniszversenyt, ahol ez a versenyszám még csak bemutatóként szerepelt. Az 1988-as szöuli olimpián egyéniben arany-, párosban bronzérmet szerzett, az 1992-es barcelonai olimpián egyéniben ezüstérmes lett.
Graf 1999-ben fejezte be profi pályafutását: a világranglista 3. helyezettjeként a legmagasabban rangsorolt teniszezőként, aki addig valaha visszavonult. Azóta a belga Justine Henin megdöntötte ezt a rekordját, ő világelsőként vonult vissza.
2001-ben hozzáment Andre Agassihoz, két gyermekük van, Jaden Gil és Jaz Elle.
2004-ben a teniszhírességek csarnokának (International Tennis Hall of Fame) tagjai közé választották.

## Grand Slam-döntői

### Győzelmek (22)
| Év   | Torna               | Ellenfél a döntőben     | Döntő eredménye |
| 1987 | Roland Garros       | Martina Navratilova     | 6-4, 4-6, 8-6   |
| 1988 | Australian Open     | Chris Evert             | 6-1, 7-6        |
| 1988 | Roland Garros (2)   | Natalia Zvereva         | 6-0, 6-0        |
| 1988 | Wimbledon           | Martina Navratilova     | 5-7, 6-2, 6-1   |
| 1988 | US Open             | Gabriela Sabatini       | 6-3, 3-6, 6-1   |
| 1989 | Australian Open (2) | Helena Suková           | 6-4, 6-4        |
| 1989 | Wimbledon (2)       | Martina Navratilova     | 6-2, 6-7, 6-1   |
| 1989 | US Open (2)         | Martina Navratilova     | 3-6, 7-5, 6-1   |
| 1990 | Australian Open (3) | Mary Joe Fernández      | 6-3, 6-4        |
| 1991 | Wimbledon (3)       | Gabriela Sabatini       | 6-4, 3-6, 8-6   |
| 1992 | Wimbledon (4)       | Szeles Mónika           | 6-2, 6-1        |
| 1993 | Roland Garros (3)   | Mary Joe Fernández      | 4-6, 6-2, 6-4   |
| 1993 | Wimbledon (5)       | Jana Novotná            | 7-6, 1-6, 6-4   |
| 1993 | US Open (3)         | Helena Suková           | 6-3, 6-3        |
| 1994 | Australian Open (4) | Arantxa Sánchez Vicario | 6-0, 6-2        |
| 1995 | Roland Garros (4)   | Arantxa Sánchez-Vicario | 7-5, 4-6, 6-0   |
| 1995 | Wimbledon (6)       | Arantxa Sánchez Vicario | 4-6, 6-1, 7-5   |
| 1995 | US Open (4)         | Szeles Mónika           | 7-6, 0-6, 6-3   |
| 1996 | Roland Garros (5)   | Arantxa Sánchez Vicario | 6-3, 6-7, 10-8  |
| 1996 | Wimbledon (7)       | Arantxa Sánchez Vicario | 6-3, 7-5        |
| 1996 | US Open (5)         | Szeles Mónika           | 7-5, 6-4        |
| 1999 | Roland Garros (6)   | Martina Hingis          | 4-6, 7-5, 6-2   |

### Elvesztett döntők (9)
| Év   | Torna             | Ellenfél a döntőben     | Döntő eredménye |
| 1987 | Wimbledon         | Martina Navratilova     | 5-7, 3-6        |
| 1987 | US Open           | Martina Navratilova     | 6-7, 1-6        |
| 1989 | Roland Garros     | Arantxa Sánchez Vicario | 6-7, 6-3, 5-7   |
| 1990 | Roland Garros (2) | Szeles Mónika           | 6-7, 4-6        |
| 1990 | US Open (2)       | Gabriela Sabatini       | 2-6, 6-7        |
| 1992 | Roland Garros (3) | Szeles Mónika           | 2-6, 6-3, 8-10  |
| 1993 | Australian Open   | Szeles Mónika           | 6-4, 3-6, 2-6   |
| 1994 | US Open (3)       | Arantxa Sánchez Vicario | 6-1, 6-7, 4-6   |
| 1999 | Wimbledon (2)     | Lindsay Davenport       | 4-6, 5-7        |

## Eredményei Grand Slam-tornákon

### Egyéni
| Grand Slam | Australian Open   | Australian Open   | Roland Garros | Roland Garros       | Wimbledon | Wimbledon           | US Open     | US Open             |
| Év         | Eredmény          | Utolsó ellenfél   | Eredmény      | Utolsó ellenfél     | Eredmény  | Utolsó ellenfél     | Eredmény    | Utolsó ellenfél     |
| 1983       | 1. kör            | Elizabeth Sayers  | 2. kör        | Beverly Mould       | Selejtező | Selejtező           | Selejtező   | Selejtező           |
| 1984       | 3. kör            | Wendy Turnbull    | 3. kör        | C Kohde-Kilsch      | 4. kör    | Jo Durie            | 1. kör      | Sylvia Hanika       |
| 1985       | –                 | –                 | 4. kör        | Chris Evert         | 4. kör    | Pam Shriver         | Elődöntő    | Martina Navratilova |
| 1986       | nem rendezték meg | nem rendezték meg | Negyeddöntő   | Hana Mandlíková     | –         | –                   | Elődöntő    | Martina Navratilova |
| 1987       | –                 | –                 | Győztes       | Martina Navratilova | Döntő     | Martina Navratilova | Döntő       | Martina Navratilova |
| 1988       | Győztes           | Chris Evert       | Győztes       | Natallja Zverava    | Győztes   | Martina Navratilova | Győztes     | Gabriela Sabatini   |
| 1989       | Győztes           | Helena Suková     | Döntő         | A Sánchez Vicario   | Győztes   | Martina Navratilova | Győztes     | Martina Navratilova |
| 1990       | Győztes           | M Joe Fernández   | Döntő         | Szeles Mónika       | Elődöntő  | Zina Garrison       | Döntő       | Gabriela Sabatini   |
| 1991       | Negyeddöntő       | Jana Novotná      | Elődöntő      | A Sánchez Vicario   | Győztes   | Gabriela Sabatini   | Elődöntő    | Martina Navratilova |
| 1992       | –                 | –                 | Döntő         | Szeles Mónika       | Győztes   | Szeles Mónika       | Negyeddöntő | A Sánchez Vicario   |
| 1993       | Döntő             | Szeles Mónika     | Győztes       | M Joe Fernández     | Győztes   | Jana Novotná        | Győztes     | Helena Suková       |
| 1994       | Győztes           | A Sánchez Vicario | Elődöntő      | Mary Pierce         | 1. kör    | Lori McNeil         | Döntő       | A Sánchez Vicario   |
| 1995       | –                 | –                 | Győztes       | A Sánchez Vicario   | Győztes   | A Sánchez Vicario   | Győztes     | Szeles Mónika       |
| 1996       | –                 | –                 | Győztes       | A Sánchez Vicario   | Győztes   | A Sánchez Vicario   | Győztes     | Szeles Mónika       |
| 1997       | 4. kör            | Amanda Coetzer    | Negyeddöntő   | Amanda Coetzer      | –         | –                   | –           | –                   |
| 1998       | –                 | –                 | –             | –                   | 3. kör    | Natallja Zverava    | 4. kör      | Patty Schnyder      |
| 1999       | Negyeddöntő       | Szeles Mónika     | Győztes       | Martina Hingis      | Döntő     | Lindsay Davenport   | –           | –                   |

## Év végi világranglista-helyezései
| Év       | 1982 | 1983 | 1984 | 1985 | 1986 | 1987 | 1988 | 1989 | 1990 | 1991 | 1992 | 1993 | 1994 | 1995 | 1996 | 1997 | 1998 |
| Helyezés | 124. | 93.  | 22.  | 6.   | 3.   | 1.   | 1.   | 1.   | 1.   | 2.   | 2.   | 1.   | 1.   | 1.   | 1.   | 28.  | 9.   |